# Holly Hughes
Holly Hughes (9 de diciembre de 2007) es una deportista británica que compite en natación sincronizada. Ganó dos medallas de bronce en el Campeonato Europeo de Natación, en los años 2024 y 2025.

## Palmarés internacional
| Campeonato Europeo | Campeonato Europeo | Campeonato Europeo | Campeonato Europeo |
| Año                | Lugar              | Medalla            | Prueba             |
| ------------------ | ------------------ | ------------------ | ------------------ |
| 2024               | Belgrado (Serbia)  | Medalla de bronce  | Equipo libre       |
| 2025               | Funchal (Portugal) | Medalla de bronce  | Dúo libre mixto    |